# Abdourahmane Sinkoun Kaba
 (octobre 2017).
Pour les articles homonymes, voir Kaba.
Abdourahmane Sinkoun Kaba (1904-1972) dit le sage Sinkoun Kaba, est un homme politique guinéen.

## Biographie
Issu de la noblesse mandingue, il fut le patriarche de la famille Kaba à Kankan. Plus jeune fils de la famille, il est celui qui sera désigné parmi ses frères, pour aller au contact des colons via l'école Républicaine française. Brillant élève, il sera remarqué pour ses talents intellectuels et plus tard sous l'administration coloniale, il sera fait commandant d'arrondissement.

### Carrière
Le jeune Sinkoun Kaba est le premier Guinéen à occuper un tel rang dans l'administration coloniale. Autorité morale et civile, il devient une référence et un sage pour les Guinéens. Il se prendra d'affection pour un jeune syndicaliste, Ahmed Sékou Touré. Il donnera la main de sa fille adoptive, Andrée Kourouma, au jeune Ahmed Sékou Touré. À la suite de l'indépendance, il devient le premier secrétaire général de la présidence de la République de Guinée, puis ministre de l'intérieur.

## Famille
Il est resté dans la mémoire collective comme un sage et comme une figure d'autorité qui a su de son vivant, modérer les tensions politiques persistantes dans la jeune République de Guinée. Il restera fidèle au combat de son filleul, Ahmed Sékou Touré, dans sa lutte pour l'émancipation des peuples africains.
Il laissera trois veuves : Hadja Djontan, Hadja Maïlon Kourouma (et une autre), ainsi que quatre fils : Mory SinKoun Kaba, Mamadi Sinkoun Kaba, Boubah Sinkoun Kaba, et Sinkoun Kaba.